# Aguas Corrientes
Aguas Corrientes es una localidad uruguaya del departamento de Canelones. Es sede del municipio homónimo.

## Geografía
La localidad se ubica al oeste del departamento de Canelones, sobre las costas del Río Santa Lucía y al sur del Arroyo Canelón Grande. Un camino la conecta con la ruta 46 en su km 55. La ciudad más próxima es Santa Lucía, ubicada a unos 7 km al norte, mientras que la capital departamental, Canelones, se ubica a unos 13 km al este.

## Toponimia
Su nombre deriva de la instalación de usinas de bombeo, filtrado y purificación de las aguas del Río Santa Lucía, a cuyas márgenes surgió este centro poblado.

## Historia
El Río Santa Lucía fue elegido por el gobierno nacional como fuente proveedora de agua potable para la ciudad de Montevideo entre los años 1867 y 1871. La primera planta potabilizadora fue creada por el uruguayo Enrique Fynn, quien, al obtener la concesión para el suministro de agua corriente a Montevideo, se asoció con los capitalistas argentinos Lezica y Lanús. Fue vendida en 1879 a la compañía inglesa The Montevideo Waterworks C° Ltda. En 1950 el estado uruguayo la adquirió definitivamente como parte del pago de la deuda contraída por Inglaterra al finalizar la Segunda Guerra Mundial.
En 1923 fue declarado Pueblo de Aguas Corrientes y en 1971 fue elevado a la categoría de villa. La zona es principalmente agrícola aunque muy buena parte de su población está vinculada laboralmente a la Usina de OSE, cuya planta potabilizadora es la mayor del país y quien abastece de agua potable a los departamentos de Montevideo y Canelones, los cuales concentran dos tercios de la población del país.
Las márgenes del Río Santa Lucía originan un hermoso escenario turístico de playas, monte nativo ideal para camping y deportes náuticos.
La villa cuenta además con dos clubes con más de 60 años de historia y varios logros, el Club Atlético Aguas Corrientes y el Club Náutico.

## Población
Según el censo de 2023, la localidad contaba con una población de 1 154 habitantes.
| 961           | 1 001 | 1 025 | 1 046 | 1 095 | 1 047 | 1 154 |
| (Fuente: INE) |       |       |       |       |       |       |